# Eparchia rówieńska (Kościół Prawosławny Ukrainy)
Eparchia rówieńska – jedna z eparchii Kościoła Prawosławnego Ukrainy (do 2018 r. Ukraińskiego Kościoła Prawosławnego Patriarchatu Kijowskiego), z siedzibą w Równem. Jej obecnym ordynariuszem jest arcybiskup rówieński i ostrogski Hilarion (Procyk), zaś funkcje katedry pełni górna cerkiew soboru Zmartwychwstania Pańskiego w Równem.
Eparchia powstała w sierpniu 1990 jako jedna z administratur odbudowującego się Ukraińskiego Autokefalicznego Kościoła Prawosławnego, konkurencyjna wobec eparchii rówieńskiej Ukraińskiego Kościoła Prawosławnego Patriarchatu Moskiewskiego. Jej terytorium pokrywało się z obszarem obwodu rówieńskiego. Jej pierwszym ordynariuszem został biskup Antoni (Masendycz). Od 1992 eparchia wchodziła w skład Ukraińskiego Kościoła Prawosławnego Patriarchatu Kijowskiego. Od 2008 przy eparchii działa seminarium duchowne. 
Według danych z 2012 eparchia liczyła 280 parafii zgrupowanych w 14 dekanatach, obsługiwanych przez 286 kapłanów i diakonów oraz pięć klasztorów: monaster św. Barbary w Dubnie, skit św. Jerzego na Kozackich Mogiłach, monaster Zmartwychwstania Pańskiego na Powstańczych Mogiłach, monaster św. Mikołaja w Dubnie, monaster Podwyższenia Krzyża Pańskiego w Pantaliji.

## Biskupi rówieńscy (Ukraiński Autokefaliczny Kościół Prawosławny oraz Patriarchat Kijowski)[2]
- Antoni (Masendycz), 1990–1992
- Polikarp (Pachaluk), 1992
- Roman (Bałaszczuk), 1992–1995
- Serafin (Werzun), 1995–2000
- Daniel (Czokaluk), 2000–2005
- Euzebiusz (Polityło), 2005–2012
- Hilarion (Procyk), 2012–2018

## Biskupi rówieńscy (Kościół Prawosławny Ukrainy)
- Hilarion (Procyk), od 2018